# Аннабель Макінтайр
Аннабель Макінтайр (англ. Annabelle McIntyre; нар. 12 вересня 1996) — австралійська веслувальниця, олімпійська чемпіонка 2020 року.

## Виступи на Олімпіадах
| Олімпіада  | Дисципліна | Місце |
| ---------- | ---------- | ----- |
| Токіо 2020 | четвірки   | 1     |
| Париж 2024 | двійки     | 3     |

## Зовнішні посилання
Призерка чемпіонату світу.
- Аннабель Макінтайр на сайті Міжнародної федерації веслувального спорту